# Pierre Beckers
Pour les articles homonymes, voir Beckers.
Pierre Michel Beckers, né le 24 avril 1885 et mort le 1er octobre 1968  fut un homme politique belge catholique.
Beckers fut docteur vétérinaire.
Il fut élu conseiller communal et bourgmestre (1921-1952) de Mopertingen; député de l'arrondissement de Tongres-Maaseik (1925-1929), sénateur provincial de la province de Limbourg (1929-1932), député de l'arrondissement de Tongres-Maaseik (1932-1946).

## Sources
- Bio sur ODIS